# Barend Katan

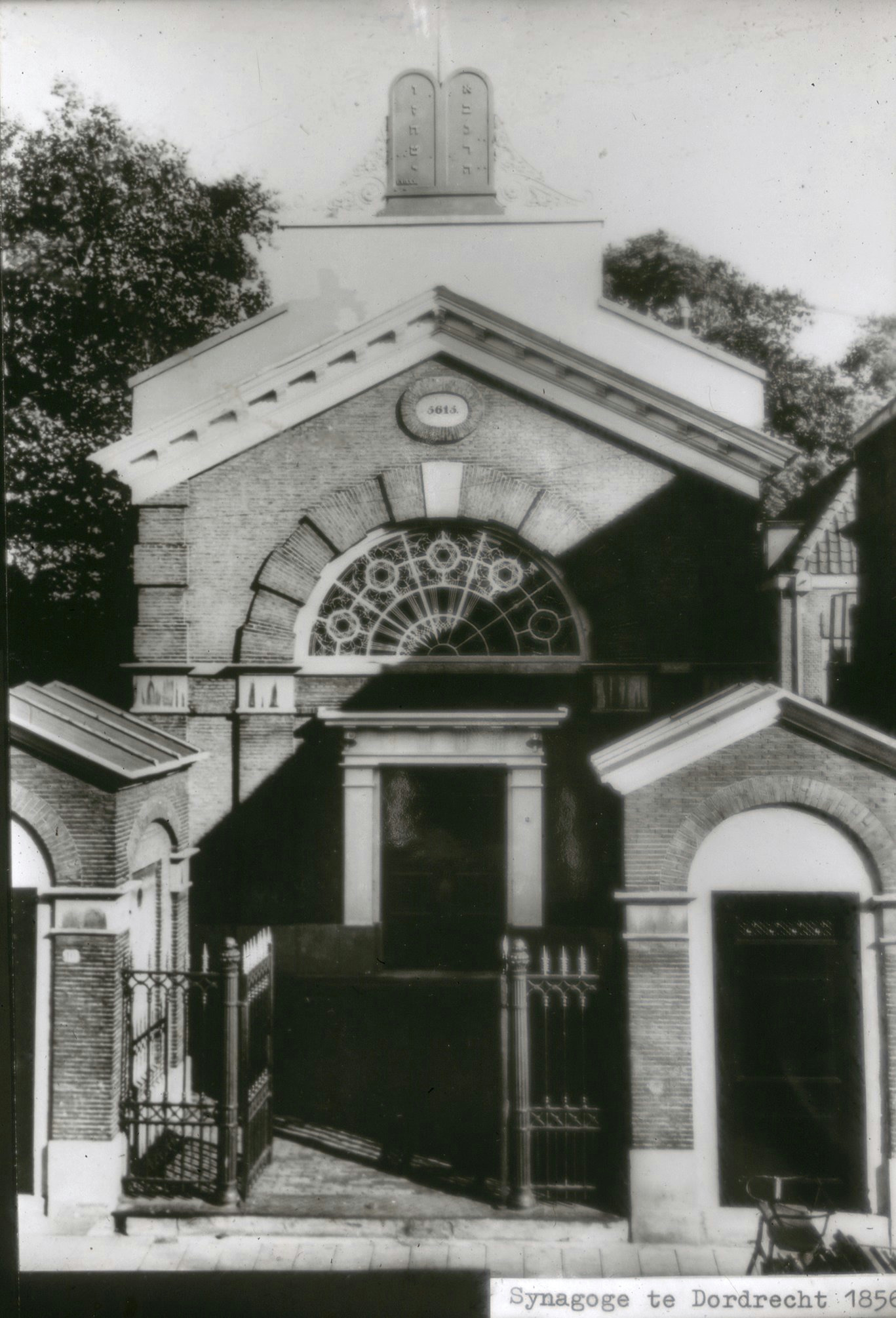
De synagoge aan de Varkenmarkt in Dordrecht waar Barend Katan als rabbijn werd geïnstalleerd.

Barend Josua Katan (Rotterdam, 20 januari 1905 – Auschwitz, 30 april 1943) was een Nederlandse docent en tevens de laatste rabbijn van Dordrecht.

## Biografie
Katan was een zoon van Samuel Katan, die pettenmaker was, en Rijntje Polak. Hij had een zus die anderhalf jaar jonger was. Oorspronkelijk kwam de familie uit Polen. In 1919, toen Katan nog maar 14 jaar oud was, vertrok hij naar Amsterdam. Daar ging hij naar het Nederlands Israëlitisch Seminarium, een school die opleidde voor verschillende religieuze functies. Katan werd er opgeleid tot rabbijn. Aan de Universiteit van Amsterdam studeerde hij van 1927 tot 1931 godsdienst en klassieke taal- en letterkunde. Na zijn afstuderen ging hij in Gorinchem werken als godsdienstleraar. Ook doceerde hij Hebreeuws in zowel Gorinchem als Dordrecht. Katan trouwde in 1932 met zijn eerste vrouw Cornelia van Vriesland, die in 1934 na een intens ziekbed overleed. Hierna hertrouwde Katan in 1935 met zijn tweede vrouw Rosa Duizend, met wie hij twee zonen en een dochter kreeg. Het gezin woonde in Dordrecht, eerst in de Cornelis de Wittstraat en verhuisde later naar de Levensverzekeringstraat (thans Rozenhof). In 1939 trok een uit Duitsland gevlucht Joods kind bij het gezin in.
Op 1 mei 1932 deed Katan zijn intrede als rabbijn bij de joodse gemeente Dordrecht als opvolger van rabbijn Samuel Dasberg. Ook volgde hij Dasberg op als docent Hebreeuws.
Van 29 juli 1938 tot 4 november 1941 hield Katan een dagboek bij. Dit was vooral een verzameling aantekeningen over zijn dagelijks leven. Hij beschreef onder meer de problematiek rondom Joodse vluchtelingen uit nazi-Duitsland. Doordat er van gestructureerde hulp nog geen sprake was, werd Katan door een wethouder om hulp gevraagd. Hierna zou de vluchtelingenstroom veel van Katans tijd in beslag nemen.
Katan bleef rabbijn tot 1940, het moment waarop Joden ontheven werden van alle diensten bij de overheid. Een jaar later werd hij officieel ontslagen als docent. Tijdens de Tweede Wereldoorlog, toen het merendeel van de Dordtse Joden al op transport was gesteld, probeerde Katan spullen te redden uit de synagoge aan de Varkenmarkt, waar vernielingen gaande waren. Toen de bezetter dit ontdekte, werd Katan getransporteerd naar Kamp Westerbork.
Op 30 april 1943 werd Katan vergast in Auschwitz. Zijn vrouw en hun kinderen werden daar al eerder, op 23 november 1942, vermoord. Hun pleegkind volgde op 28 februari 1943.

## Nagedachtenis
Ter nagedachtenis van Katan en zijn gezin werden op 18 april 2017 zes herdenkingsstenen, zogenoemde struikelstenen dan wel Stolpersteine, geplaatst voor hun woning in het Rozenhof in Dordrecht.
Op 20 januari 2023 wordt er op De Essenhof, de algemene begraafplaats in Dordrecht, het Barend Katanpad onthuld.